# 帕德玛河

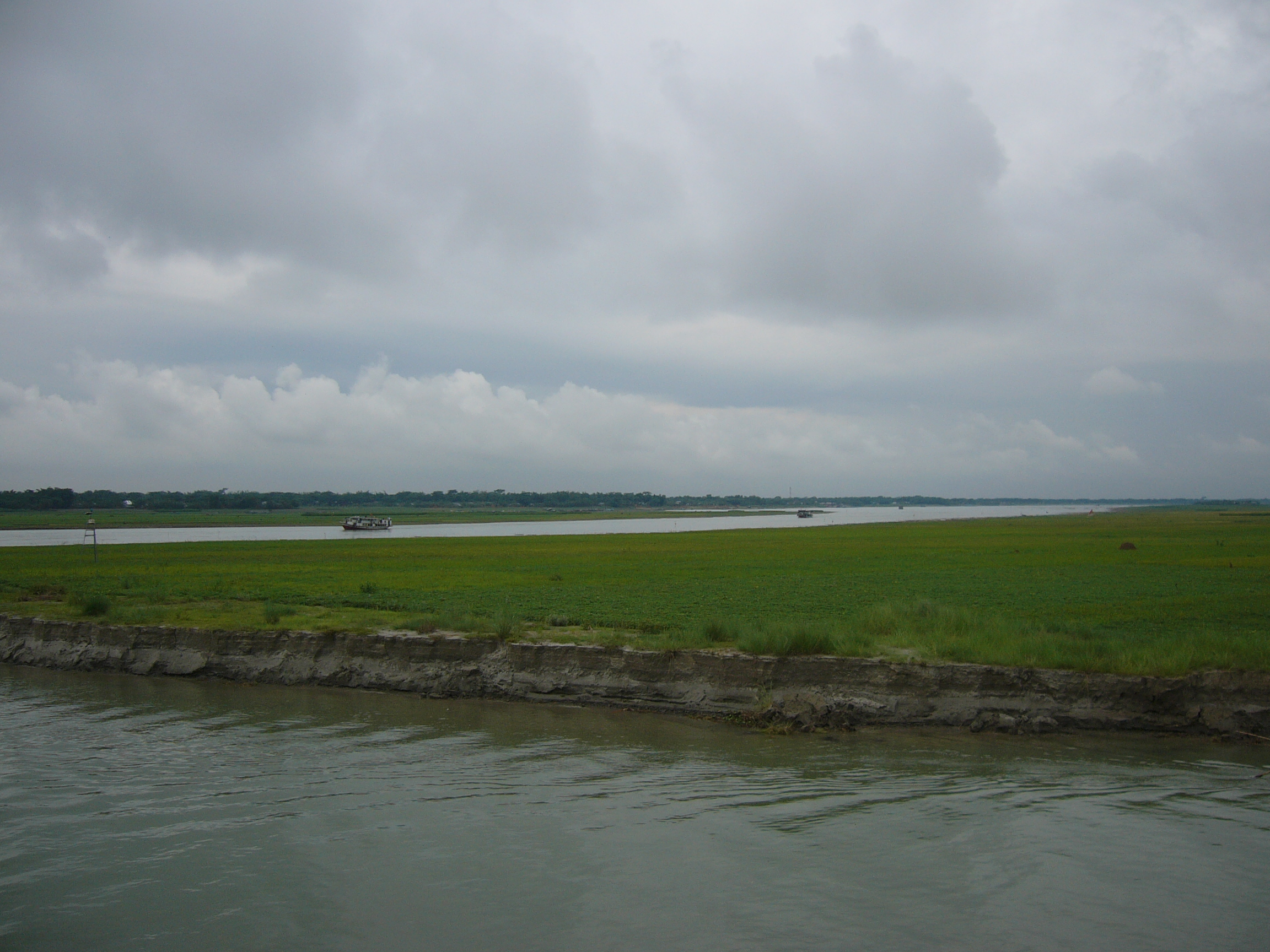
帕德玛河

帕德玛河（意為“蓮花”），又譯博多河，是孟加拉的河流，流經孟加拉國和印度，屬於恆河的主要分流，河道全長120公里，流經拉傑沙希市。自從1966年起，由於河道侵蝕，已失去了超過660平方公里的土地。